# Ischnoceros bicinctus
Ischnoceros bicinctus är en stekelart som beskrevs av Walker 1874. Ischnoceros bicinctus ingår i släktet Ischnoceros och familjen brokparasitsteklar. Inga underarter finns listade i Catalogue of Life.